# Hoekvlag

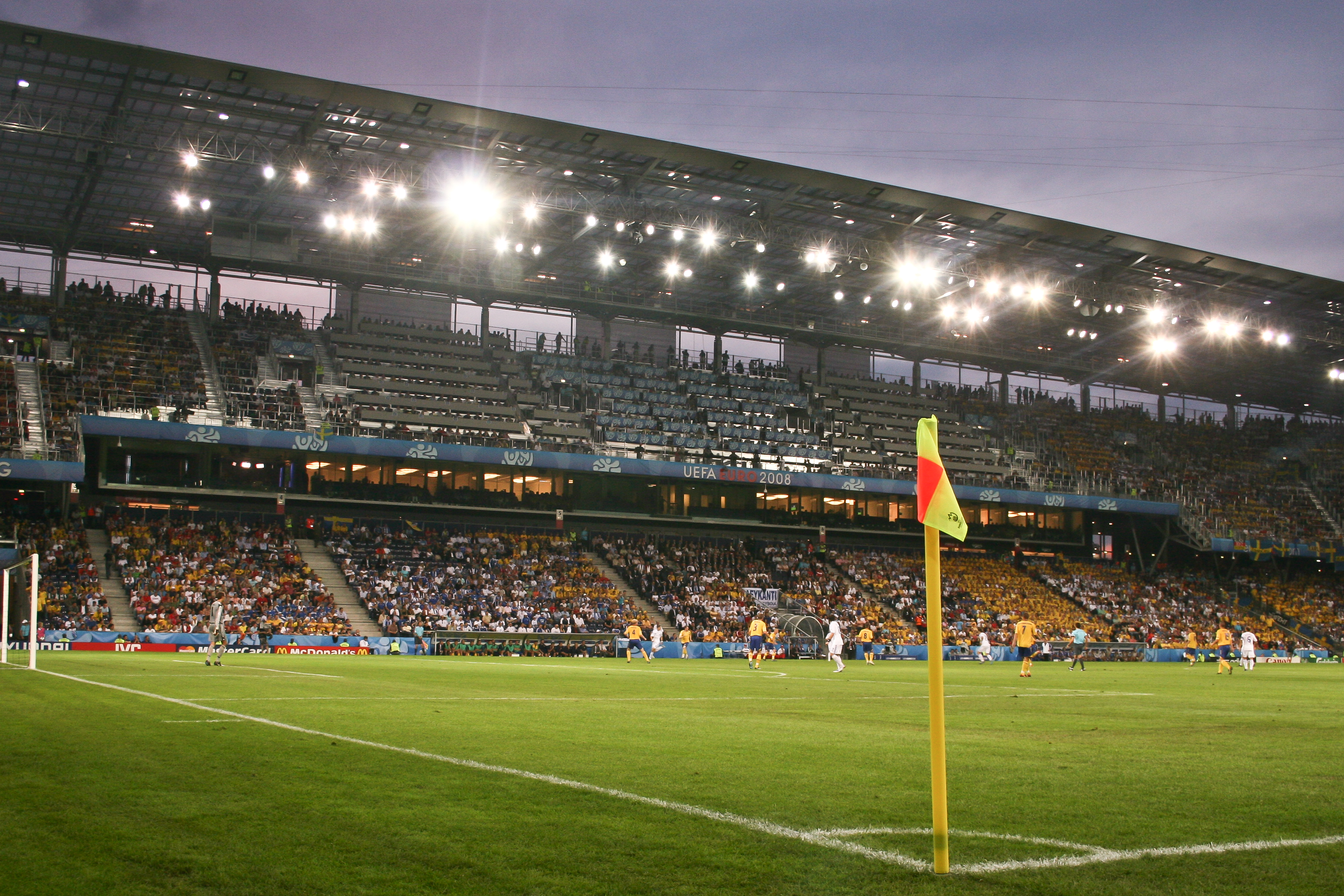
Een hoekvlag

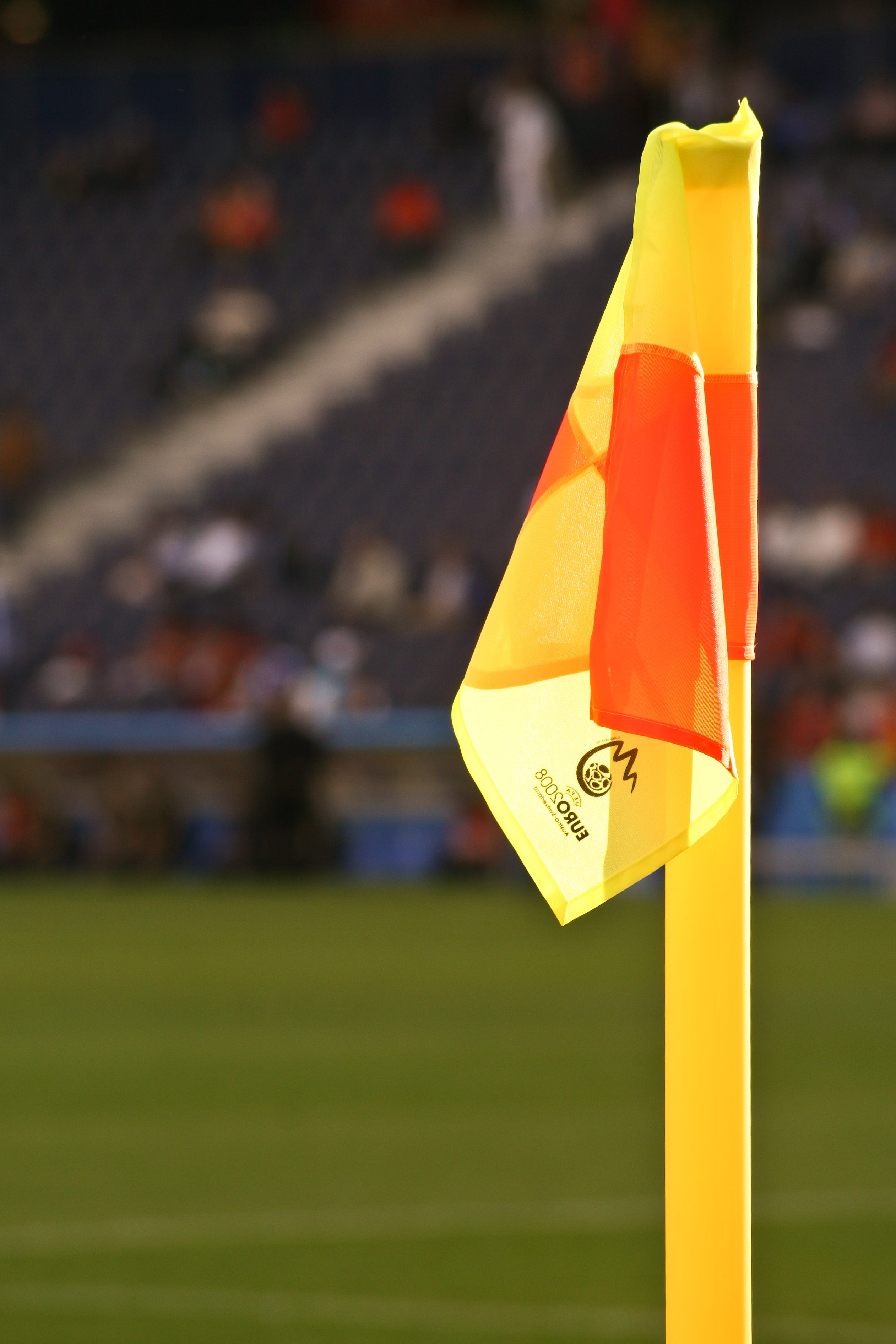
Een hoekvlag

Op elke hoek van een voetbalveld behoort een hoekvlag (ook wel cornervlag genaamd) te staan. Met behulp van een hoekvlag kan men makkelijker zien of de bal nog in het speelveld is. Als de bal dan toch buiten het speelveld is, kan er makkelijk geconstateerd worden of het gaat om een corner/doeltrap of een inworp. 
De hoekvlaggen behoren tot het speelveld en zijn een zogenaamd dood element, dat wil zeggen dat een bal niet uit is als hij vanaf het speelveld tegen de hoekvlag wordt geschoten en terug het veld op komt.
Een hoekvlag moet minstens 1,50 meter hoog zijn; aan de bovenkant mag zij niet scherp zijn.
Als bij een hoekschop een speler last heeft van de hoekvlag (bijvoorbeeld door harde wind) mag de stok niet uit het veld gehaald worden. Een andere medespeler mag wel de vlag (niet de stok) vasthouden en een andere kant ophouden.